# 宇都宮市立岡本北小学校
宇都宮市立岡本北小学校（うつのみやしりつ おかもときたしょうがっこう）は、栃木県宇都宮市中岡本町にある、公立小学校。2023年（令和5年）5月1日現在の児童数は、15学級410人。校地は岡本城の廓内にあり、児童は城の歴史を学ぶ授業を受ける。

## 歴史
1982年（昭和57年）度に校舎が竣工し、1983年（昭和58年）4月に、岡本小学校から分離し河内町立岡本北小学校として開校した。開校当時は校庭に石が多く、集会などの折に石拾いが行われた。同年12月、泉漾太郎の作詞による校歌が制定された。2007年（平成19年）に河内町が編入合併により宇都宮市となったため、宇都宮市立岡本北小学校に改称した。
2018年（平成30年）度に岡本北小の教諭が青年海外協力隊としてタンザニアに派遣されたことをきっかけに、国際理解教育を推進するようになり、同年度は同国の子供とテレビ電話で会話する活動が行われた。同年10月3日には、栃木SCの「ゆめプロジェクト」学校訪問事業で川田修平・宮崎泰右両選手が来校した。2019年（平成31年/令和元年）度には、6年生の児童の発案により、ファーストリテイリングの「届けよう、服のチカラプロジェクト」に参加し、2,105着の子供服を集めて難民に送った。2020年（令和2年）度は「ジブンゴト化して考える」を年間テーマとした授業実践が行われた。

## 特色
「学校の花」をスズランと定めており、校章のデザインにも採用している。学校の花は公募により決定した。
「生き物調査」と称して、学校付近の用水路で魚を獲ったり、地域住民から生物について教わる学習活動を行っている。また、校地が岡本城跡の一部であることから、毎年、城について学ぶとともに城跡の清掃活動を行っている。城跡の清掃活動は「きらりん清掃」という名前が付いており、学年ごとに清掃を行う。2023年（令和5年）10月3日のきらりん清掃は、岡本城跡を整備する会が設置した新しい岡本城跡の看板の披露を兼ねて実施した。
放課後子ども教室はクラスごとに編成し、週3回開催する。2022年（令和4年）度は、数ある活動の中で、グラウンドゴルフが児童の人気を集めたという。

## 通学区域
宇都宮市のうち
- 下岡本町の一部
- 中岡本町の一部
- 東岡本町の一部

開校当時は周囲を田畑に囲まれていたが、開校後に宅地が造成された。